# Lésbica

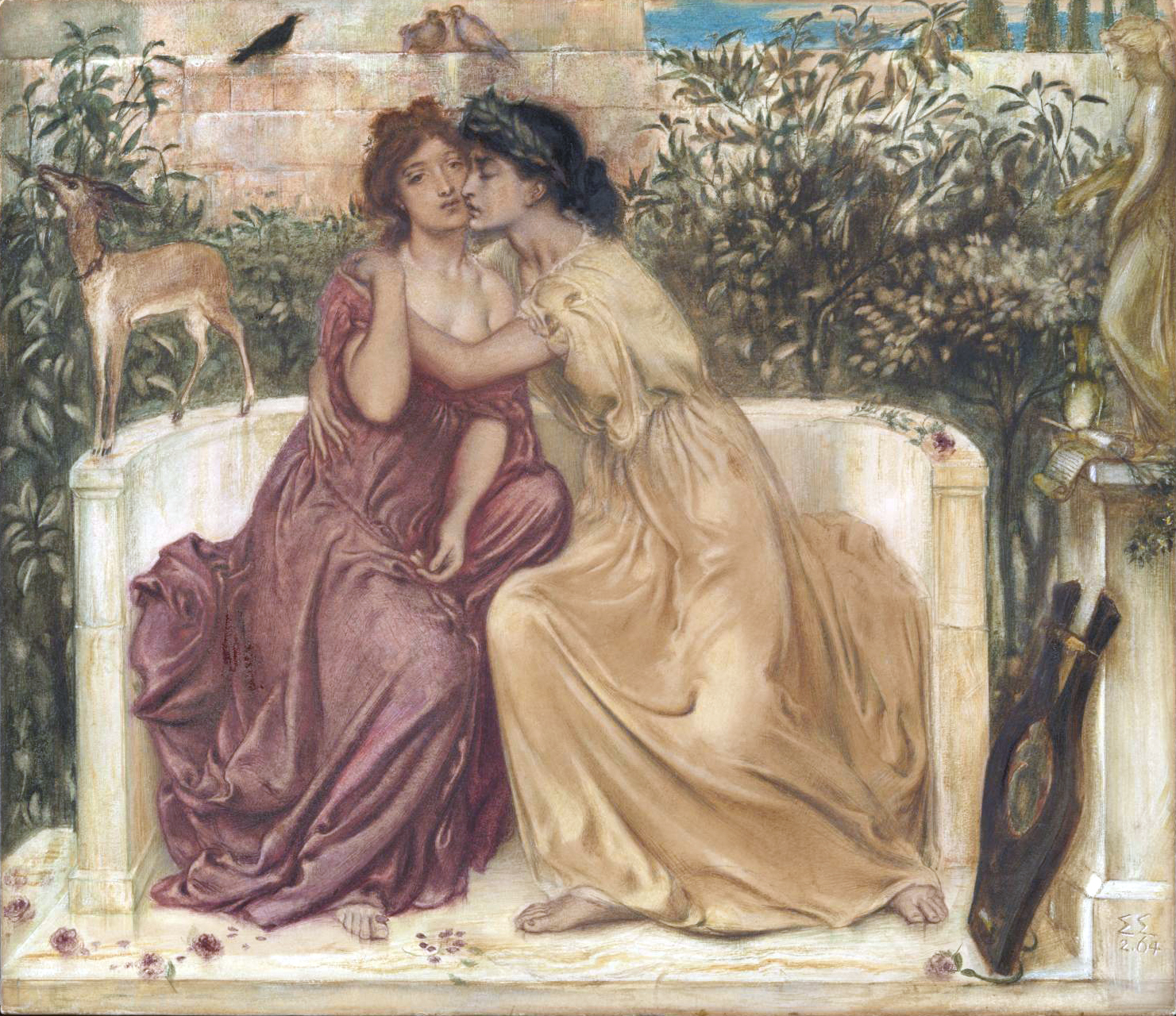
A palavra lésbica refere-se a mulheres que sentem atração, seja sexual ou romântica, apenas por outras mulheres. (Sappho and Erinna in a Garden at Mytilene de Simeon Solomon)

Duplo Vênus, símbolo lésbico

Lésbica é uma mulher que sente atração, seja sexual ou romântica, por mulheres. Os termos "lesbianidade" e "lesbianismo" são usados para designar o relacionamento ou comportamento sexual ou romântico entre mulheres e/ou pessoas não-binárias (agênero, demigirls, gênero-fluido, etc.) independentemente da orientação sexual, como na expressão "casal lésbico", embora haja quem use a expressão sáfico para evitar o apagamento bissexual.
O conceito de "lésbica" para diferenciar mulheres com uma orientação homossexual é uma construção do século XX. Ao longo da história, as mulheres não tiveram a mesma liberdade e independência para possuir relações homossexuais como os homens, mas foram perseguidas com violências específicas como o estupro corretivo (para controlar comportamento social ou sexual da vítima) e até executadas quando questionaram papéis de gênero e estereótipos de gênero e se recusaram a ceder acesso ao corpo a homens. Em vez disso, as relações lésbicas têm sido muitas vezes consideradas inócuas e incomparáveis com as relações heterossexuais, por não cumprimento da função reprodutiva e submissão ao conceito de família patriarcal. Como resultado, pouco da história foi documentada para dar uma descrição precisa de como a homossexualidade feminina foi expressa. Quando sexólogos no século XIX começaram a categorizar e descrever o comportamento homossexual, dificultados pela falta de conhecimento sobre a homossexualidade e sexualidade feminina, distinguiram lésbicas como mulheres que não aderem aos papéis de gênero feminino e as designaram incorretamente como doentes mentais, designação que foi revertida mais tarde pela Organização Mundial de Saúde, em 1991.
Neste período, mulheres em relacionamentos lésbicos esconderam suas vidas pessoais ou aceitaram o rótulo de "pária" e criaram uma subcultura e identidade que se desenvolveu na Europa e nos Estados Unidos, sendo algumas executadas durante o Holocausto como associais ou lésbicas, estas lésbicas eram obrigadas a usar um triângulo preto para identificação. Após a Segunda Guerra Mundial veio um período de repressão social, os governos passaram a perseguir homossexuais ativamente e as mulheres desenvolveram redes para socializar e educar umas as outras. Maior liberdade econômica e social permitiu-lhes gradualmente serem capaz de determinar como elas poderiam formar relacionamentos e famílias. Com a segunda onda do feminismo e crescimento de bolsas de estudos em história e sexualidade das mulheres no século XX, a discussão pelos direitos lésbicos foi iniciada, o que provocou um debate sobre a atração sexual como o principal componente para definir o que lésbica é.
Retratos de mulheres lésbicas na mídia sugerem que a sociedade em geral tem sido ao mesmo tempo intrigada e ameaçada por mulheres que desafiam os papéis de gênero feminino, e fascinada e horrorizada com mulheres que estão romanticamente envolvidas com outras mulheres. Mulheres com uma identidade lésbica compartilham experiências que formam uma visão semelhante a uma identidade étnica: como homossexuais, elas são unificadas pela discriminação homofóbica e rejeição potencial que enfrentam de suas famílias, amigos e outros como resultado da lesbofobia. As mulheres lésbicas podem ter problemas de saúde física ou mental distintos decorrentes de discriminação, preconceito e estresse. As condições políticas e atitudes sociais também afetam a formação dos relacionamentos lésbicos e suas famílias.

## Origem e construção do termo

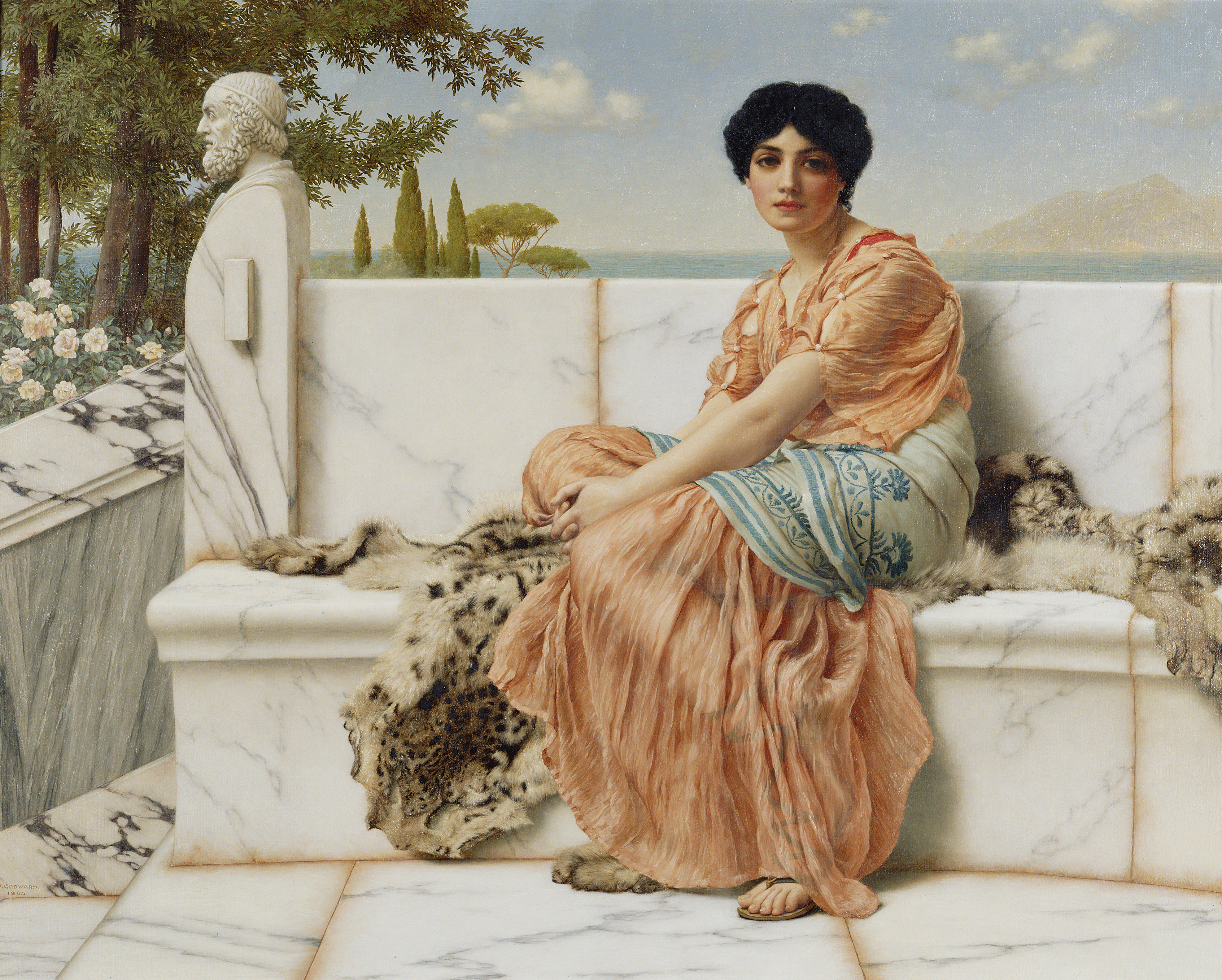
Safo da ilha de Lesbos (Grécia), aqui interpretada em um quadro de John William Godward (1904), deu origem ao termo lésbica com a conotação do amor entre mulheres.

A palavra "lésbica" vem do latim "lesbius" e originalmente referia-se somente aos habitantes da ilha de Lesbos, na Grécia. A ilha foi um importante centro cultural onde viveu a poetisa Safo, entre os séculos VI e VII a.C., muito admirada por seus poemas sobre amor e beleza, em sua maioria dirigidos às mulheres. Por esta razão, o relacionamento sexual entre mulheres passou a ser conhecido como lesbianidade ou safismo (ainda que na antiguidade grega, "lesbiázō" (λεσβιάζω) se referisse à sexualidade feminina para com um homem). Até o século XIX, a palavra lésbica não tinha o significado que hoje lhe é dado, o termo mais utilizado até então era "tríbade". Muitos termos foram usados para descrever o amor entre mulheres nos últimos dois séculos, entre os quais: amor lesbicus, safismo, tribadismo, e outros. No poema Sapphic, de Algernon Charles Swinburne, de 1866, o termo "lésbica" aparece duas vezes mas em ambas como habitantes da ilha de Lesbos. Em 1875, George Saintsbury referiu-se ao poema de Swinburne em seus "Estudos lésbicos", em que ele inclui seu poema sobre "A Paixão de Delphine", que é sobre amor entre mulheres que não alude Lesbos, apesar de ser intitulado Lesbos. Lesbianismo e lesbianidade para descrever relações eróticas entre mulheres têm sido documentados desde 1870. Em 1890 o termo "lésbica" foi usado no dicionário médico com um adjetivo para tribadismo. Os termos "lésbicas", "invertidas" e "homossexual" eram utilizados com "safista", "safismo", ao longo do século XX. O uso de "lésbica" na literatura médica tornou-se proeminente; em 1925, a palavra foi registrada como um substantivo para significar o equivalente feminino de sodomita.
O desenvolvimento do conhecimento médico foi um significante fator para as conotações do termo "lésbica". Em meados do século XIX, os escritores médicos tentaram estabelecer formas de identificar a homossexualidade masculina, que foi considerado um problema social "grave" na maioria das sociedades ocidentais. Esta categorização servia para indicar o comportamento "inverso". O sexólogo alemão Magnus Hirschfeld pesquisava categorizar o que foi o comportamento sexual "normal" para um homem e uma mulher.
Por último, a literatura focava na homossexualidade feminina depois da homossexualidade masculina. Os médicos não consideravam a homossexualidade feminina um problema significante e, em alguns casos, foi tida como algo que não existia. No entanto, sexólogos como Richard von Krafft-Ebing (Alemanha) e Havelock Ellis (Grã-Bretanha) escreveram algumas das primeiras categorizações e mais duradouras sobre atração pelo mesmo sexo em mulheres, aproximando-as a uma forma de insanidade. Krafft-Ebing, que considerou a lesbianidade (que ele chamou de "uranismo"), uma doença neurológica, e Ellis - que foi influenciado pelos escritos de Krafft-Ebing - discordava se a "inversão sexual" era geral. Ellis acredita que muitas mulheres que professavam amor por outras mulheres mudaram seus sentimentos sobre tais relações depois de terem experimentado casamento e uma "vida prática".

No entanto, Ellis admitiu que houve "verdadeiras invertidas" que iria passar a vida buscando relações eróticas com mulheres. Estes eram membros da "terceiro sexo", como a polonesa Eva Kotchever, a "rainha do terceiro sexo", foi apelidada em Greenwich Village, ou seja, mulheres que rejeitaram os seus papéis como seres humanos subservientes, femininos e domésticos. "Inversão" descrevia os papéis de gênero oposto e também a atração relacionada às mulheres em vez de homens; desde que as mulheres na era vitoriana foram consideradas incapazes de buscar ou querer relações sexuais, as mulheres que o fizeram com outras mulheres foram consideradas como possuindo desejos sexuais masculinos.

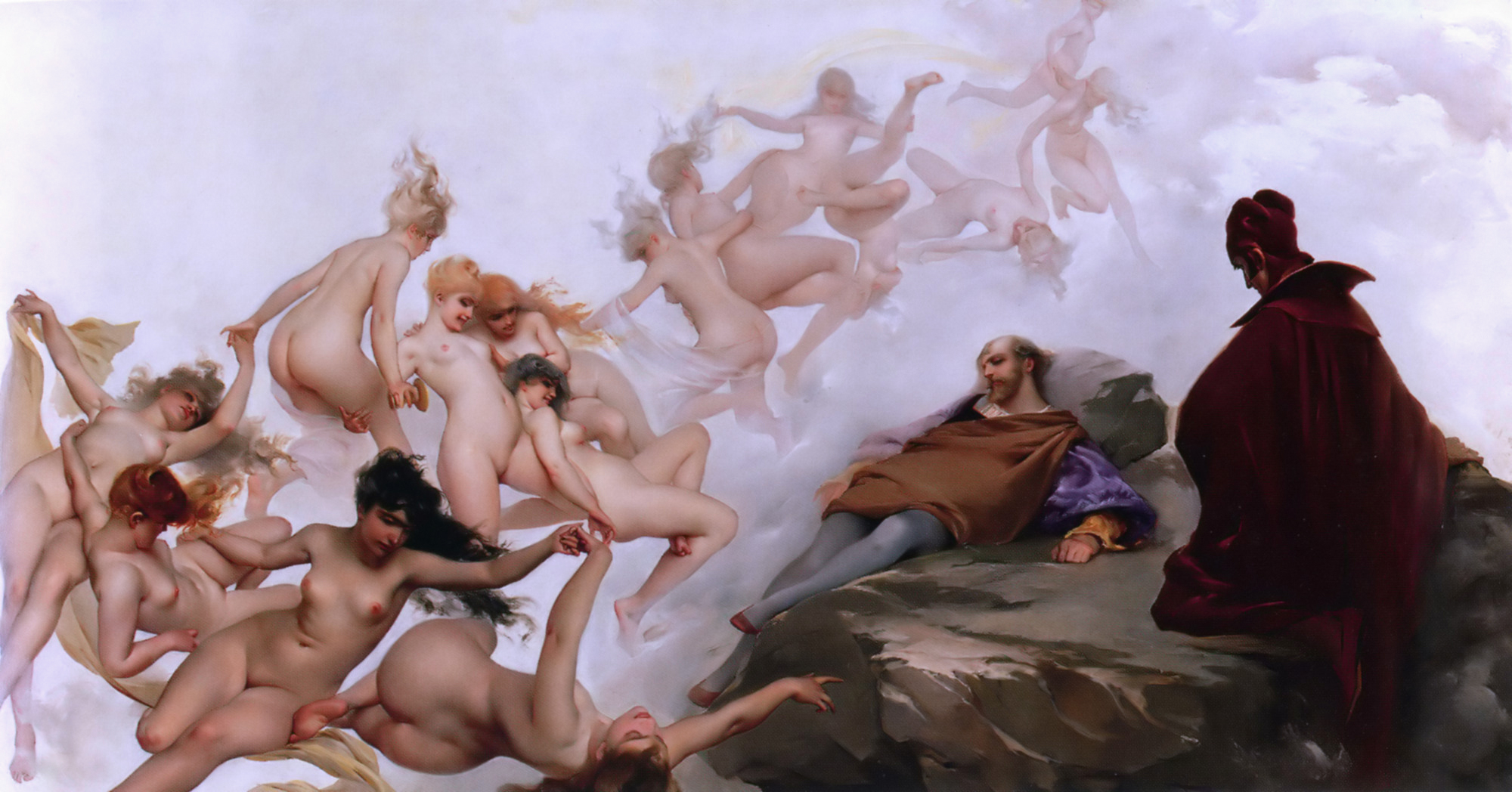
"Faust's Vision" de es reflete a visão do século XIX das lésbicas.

O trabalho de Krafft-Ebing e Ellis foi amplamente lido, e ajudou a criar a consciência pública da homossexualidade feminina.  As reivindicações dos sexólogos que a homossexualidade era uma anomalia congênita foram geralmente bem aceitas por homens homossexuais; isto significava que o seu comportamento não deveria ser considerado um vício criminal, como era amplamente tido. Na ausência de qualquer outro material para descrever suas emoções, os homossexuais aceitaram a designação de "diferentes" ou "pervertidos", e usaram o seu estado "fora da lei" para formar círculos sociais em Paris e Berlim. A palavra "lésbica" começou a descrever os elementos de uma subcultura.
As lésbicas, nas culturas ocidentais em particular, muitas vezes classificam-se como tendo uma identidade, que define a sua sexualidade individual, bem como a sua adesão a um grupo que compartilha traços comuns. Mulheres em muitas culturas ao longo da história tiveram relações sexuais com outras mulheres, mas elas raramente foram designadas como parte de um grupo de pessoas com base em suas relações físicas. Como as mulheres têm sido geralmente minorias políticas nas culturas ocidentais. A designação médica da homossexualidade tem sido motivo para o desenvolvimento de uma identidade subcultural.
A sexualidade feminina muitas vezes não é adequadamente representada em textos e documentos. Até muito recentemente, muito do que tem sido documentado sobre a sexualidade das mulheres foi escrita por homens, no contexto de compreensão do sexo masculino, e relevante para as associações de mulheres a homens como suas esposas, filhas ou mães, por exemplo. Muitas vezes, representações artísticas da sexualidade feminina sugerem tendências ou ideias em escalas amplas, dando aos historiadores pistas de como a era a aceitação generalizada das relações sexuais entre as mulheres.

### Sexualidade e identidade lésbica

Bandeira do orgulho lésbico, em referência ao mito da deusa Demétria, pelos seus rituais com relações lésbicas.

Bandeira rosa derivada da en.

Bandeira da comunidade lésbica introduzida nas redes sociais em 2018, com a faixa laranja escura representando a variação de gênero.

A noção de que a atividade sexual entre mulheres é necessária para definir um relacionamento lésbico ou uma lésbica continua a ser debatido. De acordo com a escritora feminista Naomi McCormick, a sexualidade feminina é construída por homens, cujo principal indicador da orientação sexual lésbica é a experiência sexual com outras mulheres. O mesmo indicador, entretanto, não é necessário para identificar uma mulher como heterossexual. McCormick afirma que as conexões emocionais, mentais e ideológicas entre as mulheres são tão ou mais importantes que as genitais. No entanto, na década de 1980, um movimento significativo rejeitou a dessexualização da lesbianidade por feministas culturais, causando uma acalorada polêmica chamada de guerras sexuais feministas. Os papéis de butch e femme voltaram, embora não tão estritamente seguidos como eram na década de 1950. Eles se tornaram um modo de autoexpressão sexual escolhido por algumas mulheres nos anos 1990. Mais uma vez, as mulheres se sentiram mais seguras alegando ser mais aventureiras sexualmente, e a flexibilidade sexual tornou-se mais aceita.
O foco do debate geralmente se concentra em um fenômeno nomeado pela sexóloga Pepper Schwartz em 1983. Schwartz descobriu que casais lésbicos de longa data relatam ter menos contato sexual do que casais heterossexuais ou homossexuais masculinos, chamando isso de lesbian bed death [en] (em português:  morte lésbica na cama). No entanto, algumas lésbicas contestam a definição do estudo de contato sexual e introduziram outros fatores, como conexões mais profundas existentes entre mulheres que tornam redundantes as relações sexuais frequentes, maior fluidez sexual nas mulheres, fazendo-as passar de heterossexual para bissexual para lésbica várias vezes ao longo de suas vidas— ou rejeitar os rótulos inteiramente. Outros argumentos atestaram que o estudo foi falho e deturpou o contato sexual preciso entre mulheres, ou o contato sexual entre mulheres aumentou desde 1983, pois muitas lésbicas se encontram mais livres para se expressar sexualmente.
Por conta dessas discussões sobre identidade de gênero e orientação sexual, muitas mulheres mudaram a maneira de como se rotulam ou se veem. A maioria das pessoas na cultura ocidental aprende que a heterossexualidade é uma qualidade inata em todas as pessoas. Quando uma mulher percebe sua atração romântica e sexual por outra mulher, pode causar uma "crise existencial"; muitas das que passam por isso adotam a identidade de lésbica, desafiando o que a sociedade oferece em estereótipos sobre homossexuais, para aprender como funcionar dentro de uma subcultura homossexual. As lésbicas em culturas ocidentais geralmente compartilham uma identidade paralela àquelas construídas na etnia; elas têm uma história e subcultura compartilhadas, e experiências semelhantes com discriminação, o que fez com que muitas lésbicas rejeitassem os princípios heterossexuais.

## Práticas sexuais

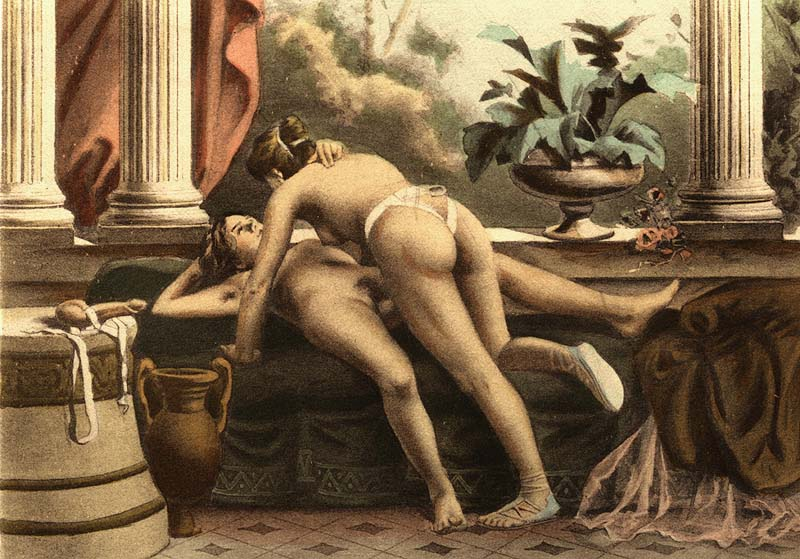
Ilustração do livro De Figuris Veneris.

Não se sabe qual é a prática sexual preferida das mulheres, mas pesquisas afirmam que talvez possa ser o de papel passivo na cunilíngua, e isso estaria associado à estimulação do ponto G e/ou do clítoris. Por conta disso, muitas vezes o "69 lésbico" seria dispensado para que apenas uma das parceiras receba estimulação na vulva pelos lábios e língua da outra.
Outro termo muito usado quando se escreve sobre práticas homossexuais femininas é o tribadismo, popularmente conhecido como "tesoura", em que duas parceiras pratiquem  uma fricção, ou seja, um encontro entre as vulvas de ambas. Diversos sexólogos têm escrito que, ao contrário do que se pensa, o prazer sexual não deriva somente das vaginas de ambas as parceiras, mas principalmente pelo encontro entre seus clitóris. As práticas homossexuais entre mulheres também incluem penetração; no entanto, quando praticada, é mais comum que a estimulação do órgão genital da parceira seja realizada manualmente ou, em outros casos, com um vibrador ou próteses, embora esse seja mais raro.
Certos estudiosos também pretendem pesquisar se o interesse lésbico por imitações de pênis não significaria uma frustração da falta de um pênis real; alguns afirmam que não se pode generalizar acerca de todos os casos de lésbicas, enquanto outros afirmam que as que utilizam pênis artificiais não possuem interesses sexuais ou mesmo afetivos por homens. Pesquisas revelam que a utilização de pênis artificiais seria, para as lésbicas, uma tentativa da busca de "algo mais" assim como acontece com parceiros heterossexuais que buscam outras formas de "enriquecer" suas práticas de sexo. Outras práticas sexuais entre lésbicas, e que são menos comuns, incluem o fistfucking, o sexo anal, que é tido como secundário numa relação lésbica, muitas vezes realizado manualmente ou com dildos; e práticas sadomasoquistas que, embora muito raras, podem incluir o uso de chicotes e flagelação, como entre os heterossexuais sadomasoquistas. Outro assunto de interesse entre estudiosos e sexólogos é saber se as lésbicas possuem atração sexual por mamilos tanto quanto os homens heterossexuais, e a maior parte dos autores escrevem que o interesse é relativo mas semelhante.

## Demografia

A escala de Kinsey de orientação sexual mostrando apresentando exclusivamente a heterossexualidade e a homossexualidade, com vários graus de bissexualidade entre os dois.

### Estudos de Kinsey
O primeiro estudo mais extenso sobre a homossexualidade feminina foi fornecido pelo Institute for Sex Research, que publicou um relatório detalhado das experiências sexuais de mulheres norte-americanas em 1953. Mais de 8 000 mulheres foram entrevistadas por Alfred Kinsey e a equipe do Institute for Sex Research para um livro intitulado Sexual Behavior in the Human Female, popularmente conhecido como parte dos Estudos de Kinsey. A discussão imparcial dos Estudos de Kinsey sobre a homossexualidade como uma forma de comportamento sexual humano foi revolucionária. Até este estudo, apenas médicos e psiquiatras estudavam o comportamento sexual e quase sempre os resultados eram interpretados com uma visão moral.
Kinsey e sua equipe relataram que 28% das mulheres ficaram excitadas por outra mulher e 19% tiveram contatos sexuais com outra mulher. Das mulheres que tiveram contato sexual com outra mulher, metade a dois terços delas tiveram orgasmo. Mulheres solteiras tiveram a maior prevalência de atividade homossexual, seguidas por mulheres que eram viúvas, divorciadas ou separadas. A menor ocorrência de atividade sexual foi entre as mulheres casadas; aquelas com experiência homossexual anterior relataram que se casaram para interromper a atividade homossexual.
A maioria das mulheres que relatou atividade homossexual não a havia experimentado mais do que dez vezes. Cinquenta e um por cento das mulheres que relataram experiências homossexuais tinham apenas um parceiro. Mulheres com pós-graduação tiveram maior prevalência de experiência homossexual, seguidas por mulheres com ensino superior; a menor ocorrência foi entre mulheres com escolaridade não superior a oitava série. No entanto, a metodologia de Kinsey foi criticada.

### Estudos de Hite
Vinte e três anos depois, em 1976, a sexóloga Shere Hite publicou um relatório sobre os encontros sexuais de 3 019 mulheres que haviam respondido a questionários, sob o título The Hite Report. As perguntas de Hite diferiam das de Kinsey, concentrando-se mais em como as mulheres se identificavam ou no que elas preferiam, em vez do que experimentaram. As respostas para as perguntas de Hite indicaram que 8% preferem sexo com mulheres e 9% responderam que se identificaram como bissexuais ou tiveram experiências sexuais com homens e mulheres, embora se recusassem a indicar preferência.
As conclusões de Hite são mais baseadas nos comentários das entrevistadas do que em dados quantificáveis. Ela achou "impressionante" que muitas mulheres que não tiveram experiências lésbicas indicaram que estavam interessadas em sexo com mulheres, principalmente porque a pergunta não foi feita. Hite descobriu que as duas diferenças mais significativas entre as experiências das entrevistadas com homens e mulheres eram o foco na estimulação do clitóris e maior envolvimento emocional e respostas orgásticas. Desde que Hite realizou seu estudo durante a popularidade do feminismo nos anos 1970, ela também reconheceu que as mulheres podem ter escolhido a identidade política de lésbica.

## Saúde

### Física
Em termos de questões médicas, as lésbicas são chamadas de mulheres que fazem sexo com mulheres (MSM) por causa dos equívocos e suposições sobre a sexualidade das mulheres e a hesitação de algumas mulheres em revelar suas histórias sexuais precisas até mesmo para um médico. Muitas lésbicas deixam de ver um médico porque não participam de atividades heterossexuais e não requerem controle de natalidade, que é o fator inicial para a maioria das mulheres procurarem um ginecologista quando se tornam sexualmente ativas. Como resultado, muitas lésbicas não são examinadas regularmente com o esfregaço de Papanicolau. O governo dos Estados Unidos relata que algumas lésbicas negligenciam a busca por exames médicos nos EUA; elas carecem de seguro saúde porque muitos empregadores não oferecem benefícios de saúde para parceiros domésticos.
O resultado da falta de informações médicas sobre as MSM é que os profissionais médicos e algumas lésbicas percebem que as lésbicas têm menos riscos de adquirir infecções sexualmente transmissíveis ou tipos de câncer. Quando as mulheres procuram atendimento médico, os profissionais médicos muitas vezes não conseguem obter um histórico médico completo. Em um estudo de 2006 com 2 345 mulheres lésbicas e bissexuais, apenas 9,3% afirmaram que já haviam sido questionados sobre sua orientação sexual por um médico. Um terço das entrevistadas acreditava que revelar sua história sexual resultaria em uma reação negativa, e 30% receberam uma reação negativa de um profissional médico após se identificarem como lésbicas ou bissexuais. O histórico completo de um paciente ajuda os profissionais médicos a identificar áreas de maior risco e corrige suposições pessoais das mulheres. Em uma pesquisa semelhante com 6 935 lésbicas, 77% tiveram contato sexual com um ou mais parceiros do sexo masculino, e 6% tiveram esse contato no ano anterior.
As doenças cardíacas são listadas pelo Departamento de Saúde e Serviços Humanos dos EUA como a causa número um de morte para todas as mulheres. Fatores que aumentam o risco de doenças cardíacas incluem obesidade e tabagismo, sendo que ambos são mais prevalentes em lésbicas. Estudos mostram que as lésbicas têm uma massa corporal maior e geralmente estão menos preocupadas com questões de peso do que as mulheres heterossexuais, e algumas lésbicas consideram as mulheres com massas corporais maiores mais atraentes do que as mulheres heterossexuais. As lésbicas são mais propensas a se exercitar regularmente do que as mulheres heterossexuais, e as lésbicas geralmente não se exercitam por razões estéticas, embora as mulheres heterossexuais o façam. São necessárias pesquisas para determinar as causas específicas da obesidade em lésbicas.
A falta de diferenciação entre mulheres homossexuais e heterossexuais em estudos médicos que se concentram em questões de saúde para mulheres distorce os resultados para lésbicas e não lésbicas. Os relatórios são inconclusivos sobre a ocorrência de câncer de mama em lésbicas. Foi determinado, no entanto, que a taxa mais baixa de lésbicas testadas por exames de Papanicolau regulares torna mais difícil detectar o câncer cervical em estágios iniciais em lésbicas. Os fatores de risco para o desenvolvimento de câncer de ovário são maiores em lésbicas do que em mulheres heterossexuais, talvez porque muitas lésbicas não têm elementos de proteção para gravidez, aborto, anticoncepcionais, amamentação e abortos espontâneos.

## Discriminação

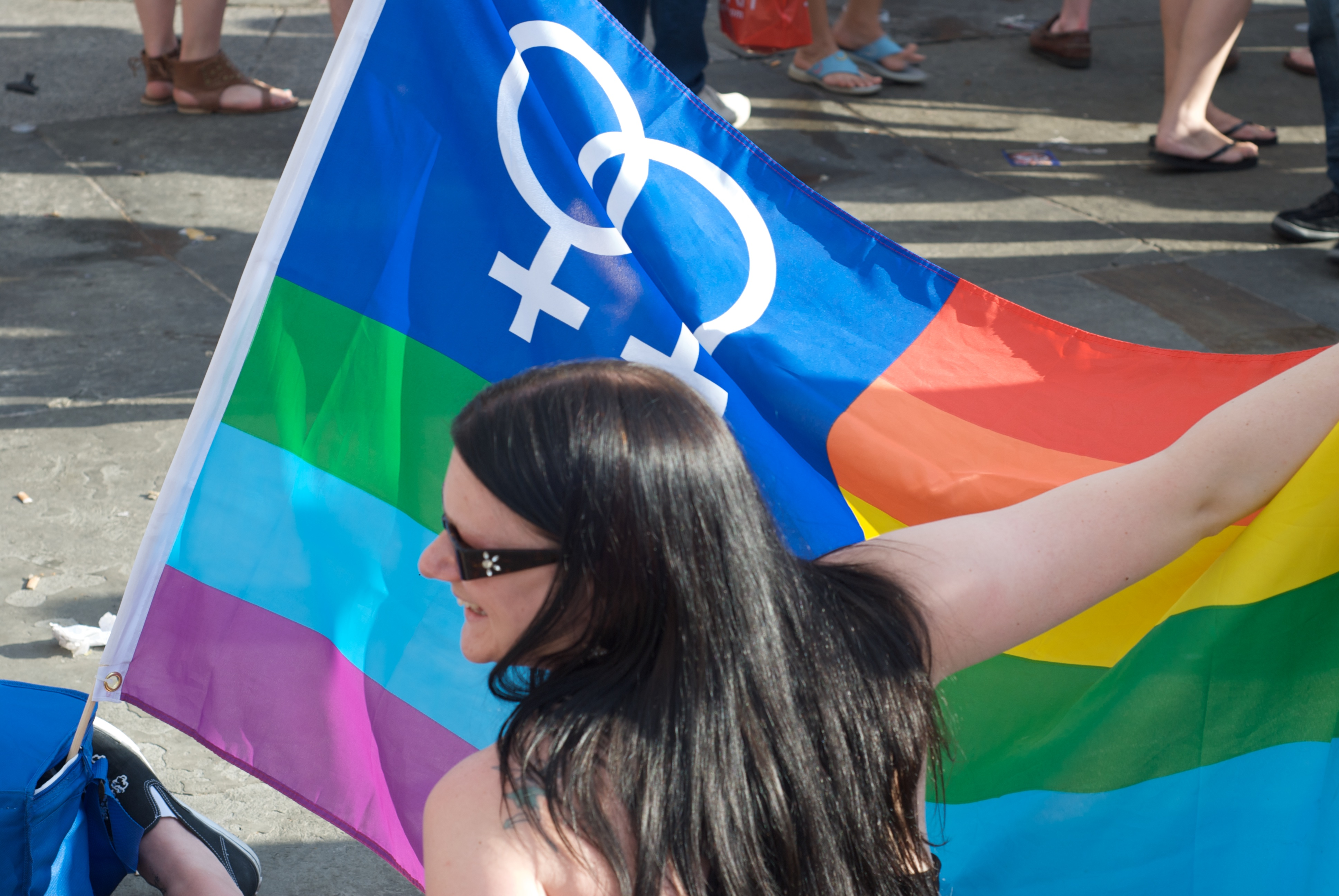
Bandeira de orgulho lésbico em uma passeata em Londres.

Nem todas as mulheres lésbicas têm uma ditada aparência e comportamento, conforme dita o estereótipo popular, isto é, não existe uma aparência lésbica e já está ultrapassada a ideia de que todas as lésbicas querem ser homens.
Lesbofobia é o termo utilizado para descrever a intersecção entre a homofobia e o sexismo contra mulheres. A lesbofobia frequentemente se traduz em agressividade verbal, física ou sexual, como o estupro corretivo. Portanto, a lesbofobia e a homofobia, assim como o racismo, são considerados comportamentos hostis.
De acordo com estudos conduzidos por mais de dez anos pelo antropólogo e professor Luiz Mott, fundador de uma das mais antigas organizações em defesa dos direitos das pessoas LGBT, o Grupo Gay da Bahia, a cada dois ou três dias uma pessoa LGBT é brutalmente assassinada no Brasil.
A discriminação de lésbicas e outras pessoas pela sua orientação sexual é absolutamente proibida de acordo com a lei em vários países. A própria Carta Magna do Brasil, a Constituição Federal do Brasil, reza explicitamente que todos deverão ser tratados com isonomia perante a lei sem que se faça acepção de pessoas por qualquer motivo ou razão.
Se é verdade que as regras de fé de muitas religiões proíbem expressamente relações homossexuais, essas leis religiosas se restringem somente dentro das respectivas comunidades religiosas. Em outras palavras, a liberdade religiosa exige que todas as religiões atuem dentro dos padrões básicos dos Direitos Humanos adotados pelo Estado Brasileiro.
Também é preciso esclarecer que nem todas as religiões proíbem a união homossexual. Igrejas cristãs como a Igreja Metropolitana do Brasil, entre outras, projetam uma visão reformada em relação à comunidade LGBT. Muitas igrejas cristãs do mundo entraram no novo milênio discutindo com muita seriedade e deliberação o assunto da homossexualidade. Existe muita resistência por parte das alas mais conservadoras dessas instituições a ideia da união entre iguais.
Desde de 1993, a Organização Mundial da Saúde (OMS) retirou a homossexualidade feminina, bem como a homossexualidade como um todo, de sua lista de doenças, reconhecendo, enfim, não se tratar de nenhuma disfunção.
Conselhos Regionais de Psicologia de todo o Brasil vem punindo psicólogos que se propõem a curar a lesbianidade. Uma Resolução do Conselho Federal de Psicologia, datada de 1999, proíbe os psicólogos de tratar a homossexualidade como doença, distúrbio ou perversão.

## Representção na mídia
As lésbicas retratadas na literatura, no cinema e na televisão frequentemente moldam o pensamento contemporâneo sobre a sexualidade das mulheres. A maior parte da mídia sobre lésbicas é produzida por homens; as editoras femininas não se desenvolveram até os anos 1970, os filmes sobre lésbicas feitos por mulheres não apareceram até os anos 1980 e os programas de televisão retratando lésbicas escritos por mulheres só começaram a ser criados no século 21.

### Literatura

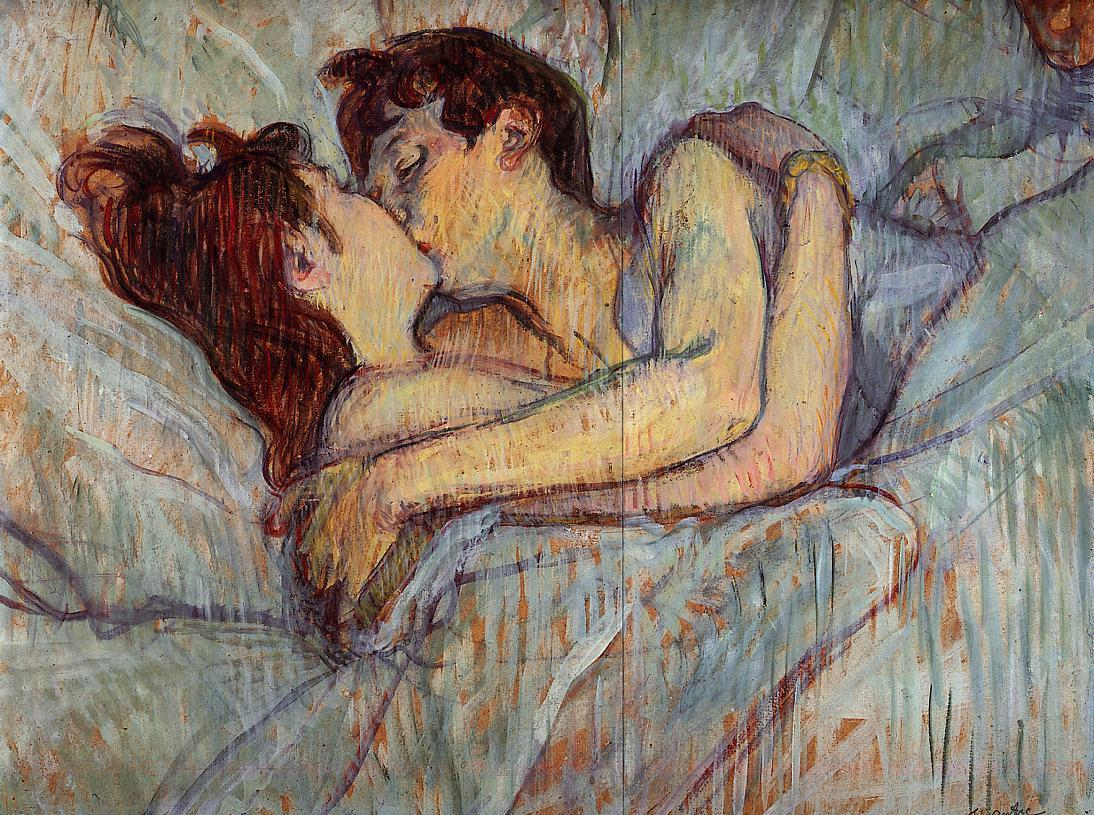
es de Henri de Toulouse-Lautrec (1893). O artista parisiense fez uso da associação entre lesbianidade e prostituição.

Além das realizações de Safo, a historiadora literária Jeannette Howard Foster [en] inclui o Livro de Rute, e a antiga tradição mitológica como exemplos de lesbianidade na literatura clássica. As histórias gregas sobre o céu muitas vezes incluíam uma figura feminina cuja virtude e virgindade eram intocadas, que perseguia interesses mais masculinos e que era seguida por um grupo dedicado de donzelas. Foster cita Camilla e Diana, Ártemis e Callisto, e Iphis [en] e Ianthe [de] como exemplos de figuras mitológicas femininas que mostraram notável devoção uma à outra ou desafiaram as expectativas de gênero. Os gregos também são creditados com a divulgação da história de uma raça mitológica de mulheres guerreiras chamadas Amazonas.

### Livros e periódicos
- Barrett, Ruth, ed. (2016). Female Erasure: What You Need To Know About Gender Politics' War on Women, the Female Sex and Human Rights [Apagamento feminino: o que você precisa saber sobre a guerra da política de gênero contra as mulheres, o sexo feminino e os direitos humanos] (em inglês) 1ª ed. Califórnia: Tidal Time Publishing. 624 páginas. ISBN 978-0997146707
- Castle, Terry (1995). The Apparitional Lesbian: Female Homosexuality and Modern Culture [A lésbica aparente: homossexualidade feminina e cultura moderna] (em inglês) 1º ed. [S.l.]: Columbia University Press. 307 páginas. ISBN 0-231-07652-5

### Áudio
- Raz, Guy (7 de agosto de 2010). «'Late-Life Lesbians' Reveal Fluidity Of Sexuality» ["Lésbicas de última hora" revelam fluidez da sexualidade]. All Things Considered (em inglês). NPR